# Толбот, Чарльз, 1-й герцог Шрусбери
Чарльз Толбот, 1-й герцог Шрусбери (англ. Charles Talbot, 1st Duke of Shrewsbury; 24 июля 1660 — 1 февраля 1718) — английский государственный и политический деятель. В 1688 году Чарльз Шрусбери был одним из семи заговорщиков, пригласивших Вильгельма Оранского на английский трон.

## Титулы и должности
- 12-й граф Шрусбери (1668—1718)[2]
- 12-й граф Уотерфорд (1668—1718)
- 12-й лорд-стюард Ирландии[англ.] (1668—1718)
- 1-й герцог Шрусбери (1694—1718)[2]
- 1-й маркиз Олтон (1694—1718)
- Государственный секретарь Южного Департамента (1689—1690, 1695—1698)[2]
- Государственный секретарь Северного Департамента (1694—1695)
- Лорд-камергер (1699—1700, 1710—1715)[2]
- Лорд-лейтенант Ирландии (1713—1714)[2]
- Лорд-казначей (1714)
- Британский посол во Франции (1712—1713)[2]
- Лорд-лейтенант графства Стаффордшир[англ.] (1681—1687)
- Лорд-лейтенант графства Хартфордшир[англ.] (1689—1691)
- Лорд-лейтенант графства Вустершир[англ.] (1689—1718)[2]
- Лорд-лейтенант Северного Уэльса (1694—1696)
- Лорд-лейтенант графства Херефордшир[англ.] (1694—1704)
- Лорд-лейтенант графства Шропшир[англ.] (1712—1714)[2].

## Биография
Чарльз Толбот был единственным сыном Фрэнсиса Толбота, графа Шрусбери, от второго брака.  Его мать была, согласно тогдашним слухам, любовницей Джорджа Вильерса, 2-го герцога Бекингема. Будущий государственный деятель был назван в честь короля Карла II, который был его крестным. В 1667 году Фрэнсис Талбот был убит на дуэли тем самым герцогом Бэкингем, и его сын унаследовал титул графа. Изначально лорд Шрусбери был католиком, но в 1679 году он принимает протестантизм. Стоит отметить также то, что у этого деятеля в то же время возникает интерес к богословию.
После смерти Карла II в 1685 году, новый король осыпал милостями графа Шрусбери. Но из-за давления со стороны монарха в 1687 году Чарльз Толбот оставил службу. В 1688 году Чарльз Толбот участвовал в заговоре против Якова II. Он был одним из семи влиятельных лиц, пригласивших Вильгельма, принца Оранского на трон Англии. В сентябре 1688 года он прибыл в Голландию, чтобы встретиться с штатгальтером Виллемом. Возвратясь в Англию в ноябре того же года, Шрусбери за короткий промежуток времени занял Бристоль и Глостер для повстанцев.
После победы Славной революции граф Шрусбери занимал должность государственного секретаря с некоторыми перерывами. Перерывы эти были вызваны его нежеланием участвовать в политических конфликтах. Ценой его возвращения к государственной деятельности являлось согласие короля Вильяма на Трехгодичный акт. В 1694 году ему был пожалован титул герцога Шрусбери.
В период правления королевы Анны Шрусбери в значительной степени поправел. В 1710 году благодаря Толботу произошло падение вигистского кабинета Годольфина-Мальборо. В 1714 году Анна даже назначила Шрусбери лордом-казначеем. Но вскоре королева умерла и Толбот лишился былого влияния.
Умер герцог Шрусбери 1 февраля 1718 года в своём лондонском доме.
Чарльз Шрусбери был женат с 1705 года на Адельхиде Паллиотти (24 июля 1660 — 29 июня 1726), дочери Андреа Паллиотти и Марии Кристины Дадли, пятой дочери Карло Дадли, титулярного герцога Нортумберленда (1614—1686). Их брак был бездетным.
После смерти Чарльза Толбота титул герцога Шрусбери прервался, а титулы графа Шрусбери и графа Уотерфорда унаследовал его двоюродный брат, Гилберт Толбот, 13-й граф Шрусбери (1673—1743), старший сын достопочтенного Гилберта Толбота (1631—1702) и внук Джона Толбота, 10-го графа Шрусбери.